# Adnan Aganović
Adnan Aganović (Ragusa, 3 ottobre 1987) è un calciatore croato, centrocampista dell'Unirea Slobozia.

## Palmarès

### Club

#### Competizioni nazionali
- Cupa Ligii: 1

Steaua Bucarest: 2015-2016
- Coppa di Cipro: 1

AEL Limassol: 2018-2019
- Coppa di Romania: 2

Sepsi: 2021-2022, 2022-2023
- Supercoppa di Romania: 2

Sepsi: 2022, 2023